# Imissão Provisória na Posse
A imissão Provisória na Posse é um instituto do Direito Administrativo, descrito no Art. 15 da (Lei de desapropriação), que ocorre durante o procedimento expropriatório, como assevera a Doutora em Direito Maria Sylvia Zanella di Pietro  A imissão provisória na posse ocorre com a transferência da posse do bem objeto da expropriação para o ente expropriante, de forma precária, no início da lide, concedida pelo magistrado (juiz) caso alegue urgência e deposite em juízo o valor arbitrado pelo magistrado, estabelecido conforme critério previsto na lei supra. Caso o depósito seja realizado o juiz mandará imitir o expropriante provisoriamente na posse do(s) bem(s).
Em melhores palavras, o jurista Celso Antônio Bandeira de Mello assim define esse Instituto:
“Imissão provisória de posse é a transferência da posse do bem objeto da expropriação para o expropriante, já no início da lide, concedida pelo juiz, se o Poder Público declarar urgência e depositar em juízo, em favor do proprietário, importância fixada segundo critério previsto em lei.” 
O caput do artigo 15, do diploma supracitado, estabelece que a quantia a ser arbitrada deve estar em conformidade com o art. 685 do Código de Processo Civil, no entanto, este artigo refere-se ao Código de Processo Civil que vigorava em 1939, em vigência quando a Lei de Desapropriações foi promulgada. Assim, com o advento do Código de Processo Civil de 1973 tal matéria passou a ser disciplinada pelos artigos 802 e 803. Hodiernamente, corresponde aos artigos 306 e 307 (Capítulo III, do procedimento da tutela cautelar requerida em caráter antecedente) do Código de Processo Civil de 2015, que assim prescreve:
“Art. 306. O réu será citado para, no prazo de 5 (cinco) dias, contestar o pedido e indicar as provas que pretende produzir. 
Art. 307. Não sendo contestado o pedido, os fatos alegados pelo autor presumir-se-ão aceitos pelo réu como ocorridos, caso em que o juiz decidirá dentro de 5 (cinco) dias. 
Parágrafo único. Contestado o pedido no prazo legal, observar-se-á o procedimento comum.”
Ademais, também cumpre ressaltar que a imissão provisória poderá ser feita, independentemente da citação do réu, no caso de realização do depósito: “a) do preço oferecido, se este for superior a 20 (vinte) vezes o valor locativo, caso o imóvel esteja sujeito ao imposto predial; b) da quantia correspondente a 20 (vinte) vezes o valor locativo, estando o imóvel sujeito ao imposto predial e sendo menor o preço oferecido; c) do valor cadastral do imóvel, para fins de lançamento do imposto territorial, urbano ou rural, caso o referido valor tenha sido atualizado no ano fiscal imediatamente anterior; d) não tendo havido a atualização a que se refere o inciso c, o juiz fixará independente de avaliação, a importância do depósito, tendo em vista a época em que houver sido fixado originalmente o valor cadastral e a valorização ou desvalorização posterior do imóvel”, a teor do  artigo 15, do DL nº 3.365/41.
Ainda, não há que se falar na inconstitucionalidade do art. 15 do Decreto-lei nº 3.365/41, que já foi tema largamente debatido. Referido artigo foi considerado compatível com a Constituição Federal de 1988, uma vez que a imissão provisória da posse é medida decorrente do pedido de urgência formulado pelo Poder Público, após o depósito da oferta pelo expropriante, condicionada ao prévio depósito do valor de justa indenização arbitrada pelo juiz com o auxílio de perito de sua confiança, entendimento que se depreende do REsp 837.862/RS.
Por fim, o que ainda se discute a respeito do tema é que a perda da posse se faz, de certo modo, controversa. Isso porque ela tira do expropriado a sua condição de possuidor, impedindo-o de realizar os poderes inerentes ao domínio (usar, gozar e dispor da coisa), sem o devido processo legal, previsto no artigo 5º, incisos LIV e LV, da Constituição, e muitas vezes (por problemas relativos a fixação de indenização) sem justa e imediata compensação. 

## Imissão na Posse
Para compreender a Imissão Provisória na Posse, se faz necessário compreender a Ação de Imissão na Posse. A última trata-se de ato judicial que confere ao interessado a posse de determinado bem a que faz jus e do qual está privado. Ela pode decorrer também de ato entre particulares, mediante acordo extrajudicial. Tem como objetivo, fundamentado no jus possidendi a obtenção da posse, caso o alienante não tenha entregue ao alienatário o bem adquirido.
Caso exista título executivo extrajudicial com a obrigação de dar, em tese a ação é de execução para dar de coisa certa. A tutela jurisdicional de imissão de posse decorrente do jus possidendi pode ser requerida exclusivamente por quem tem o direito à posse. Toda relação jurídica de direito material que enseje o jus possidendi  fundamenta a ação de imissão de posse.
Além disso, o sujeito passivo da demanda deve portar posse direta do bem, sem que se possa arguir boa-fé obstativa do direito de ação. Outra situação que evoca a imissão é  a recusa de entrega da posse, ou obstáculo imposto, pelo possuidor ou detentor, à legitima pretensão do titular do jus possidendi.

## Desapropriação
Como pode se perceber, a Imissão na Posse está intimamente ligada à Desapropriação. Já inc. XXII do art. 5º, a Constituição Federal garante o direito de propriedade. Porém, logo abaixo, no inc. XXIV, há uma exceção a essa garantia. Sendo assim disposto:
“Art. 5º (...) XXIV – a lei estabelecerá o procedimento para desapropriação por necessidade ou utilidade pública, ou por interesse social, mediante justa e prévia indenização em dinheiro, ressalvados os casos previstos nesta Constituição;” 
O Código Civil também dispõe sobre a desapropriação, no §3º do artigo 1.228:
“Art. 1.228. O proprietário tem a faculdade de usar, gozar e dispor da coisa, e o direito de reavê-la do poder de quem quer que injustamente a possua ou detenha. (...)
§ 3º O proprietário pode ser privado da coisa, nos casos de desapropriação, por necessidade ou utilidade pública ou interesse social, bem como no de requisição, em caso de perigo público iminente.” 
A desapropriação as vezes é inevitável, mesmo quando garantido o direito de propriedade, principalmente quando o Estado necessita do imóvel para atingir algum objetivo grande  interesse e necessidade pública.
Dessa forma, apesar da existência de lei que o proteja, o proprietário deverá ceder seu direito, mediante prévia e justa indenização em dinheiro, em detrimento do interesse coletivoDiante desse cenário, ao Estado só é possível a desapropriação em razão da prevalência do interesse público sobre o particular.
A desapropriação, porém, poderá ser feita sem indenização em dinheiro em circunstâncias específicas. Uma delas é prevista no artigo 243 da Constituição Federal de 1988. Nele é prevista a desapropriação sem qualquer ressarcimento, que será feita com o objeto de terras utilizadas para o cultivo de plantas psicotrópicas proibidas por lei, como definido em seu artigo 243, e disciplinado pela lei 8.257/91.
Sobre a justa indenização ainda pode ocorrer a incidência de juros, como definido jurisprudencialmente pelo STJ:
ADMINISTRATIVO E PROCESSUAL CIVIL. DESAPROPRIAÇÃO POR UTILIDADE PÚBLICA. JUSTA INDENIZAÇÃO. JUROS COMPENSATÓRIOS. AUSÊNCIA DE OMISSÃO. ART. 1.022, II, DO CPC. 1. Não se configura a ofensa ao art. 1.022 do Código de Processo Civil, uma vez que o Tribunal a quo julgou integralmente a lide e solucionou a controvérsia como lhe foi apresentada. 2. O art. 26 do Decreto-Lei 3.365/1941 atribui à justa indenização o predicado da contemporaneidade à avaliação judicial, sendo desimportante, em princípio, o laudo elaborado pelo ente expropriante para a aferição desse requisito ou a data da imissão na posse. 3. São devidos juros compensatórios nas ações de desapropriação, portanto não há cogitar em sua não incidência. Nessa esteira, foi editada a Súmula 408/STJ, que disciplina a aplicação do princípio do tempus regit actum na fixação do percentual desses juros. Com efeito, tais juros são devidos a título de compensação em decorrência da perda antecipada da posse sofrida pelo proprietário. Nos termos da Súmula 69/STJ, cabem desde a imissão do expropriante na posse do imóvel na desapropriação direta e a partir da efetiva ocupação do bem na desapropriação indireta. 4. A Primeira Seção do STJ, ao julgar o REsp 1.111.829/SP, sob o regime do art. 543-C do CPC, consolidou o posicionamento de que os juros compensatórios, em desapropriação, são devidos no percentual de 12% ao ano, com base na Súmula 618/STF, excepcionado o período compreendido entre 11/6/1997 (início da vigência da Medida Provisória 1.577, que reduziu essa taxa para 6% ao ano) e 13/9/2001 (data em que foi publicada decisão liminar do STF na ADI 2.332/DF, suspendendo a eficácia da expressão"de até seis por cento ao ano"do caput do art. 15-A do Decreto-Lei 3.365/1941, introduzido pela mesma MP). 5. A base de cálculo dos juros compensatórios é a diferença entre os 80% do valor da oferta inicial depositada e o que foi fixado em sentença para a indenização, ou seja, os valores que ficaram indisponíveis ao expropriado, que somente serão recebidos após o trânsito em julgado. Precedente: REsp 1.272.487/SE, Rel. Ministro Humberto Martins, Segunda Turma, DJe 20/4/2015). 6. Recurso Especial não provido.
A desapropriação, de acordo com o art. 1.275 do Código Civil, trata-se de meio de perda da propriedade especial. Segundo Silvio de Salvo Venosa, a desapropriação consiste em meio originário de aquisição de propriedade pelo Poder Público na medida em que se despreza o título existente. Ainda que não haja matrícula, esta será aberta quando do registro da sentença de expropriação. Sendo assim, o patrimônio do proprietário original é mantido, embora este perca sua propriedade
Sobreleva-se ainda que essa indenização prévia e justa significa que o expropriante deverá pagar ou depositar o preço de avaliação do imóvel, em dinheiro, antes de ingressar na posse do imóvel expropriado.
Nesse consectário lógico, é necessária avaliação pericial para estabelecer o valor do bem para efetuar-se  a imissão na posse,com depósito pelo Poder Público expropriante. A única exceção é a desapropriação do imóvel rural que não esteja cumprindo sua função social, para fins de reforma agrária, que admite pagamento com títulos especiais da dívida pública, como previsto no art. 184 da Constituição Federal, que postula:
Art. 184. Compete à União desapropriar por interesse social, para fins de reforma agrária, o imóvel rural que não esteja cumprindo sua função social, mediante prévia e justa indenização em títulos da dívida agrária, com cláusula de preservação do valor real, resgatáveis no prazo de até vinte anos, a partir do segundo ano de sua emissão, e cuja utilização será definida em lei.
§ 1º As benfeitorias úteis e necessárias serão indenizadas em dinheiro.
§ 2º O decreto que declarar o imóvel como de interesse social, para fins de reforma agrária, autoriza a União a propor a ação de desapropriação.
§ 3º Cabe à lei complementar estabelecer procedimento contraditório especial, de rito sumário, para o processo judicial de desapropriação.
§ 4º O orçamento fixará anualmente o volume total de títulos da dívida agrária, assim como o montante de recursos para atender ao programa de reforma agrária no exercício.

§ 5º São isentas de impostos federais, estaduais e municipais as operações de transferência de imóveis desapropriados para fins de reforma agrária.
O pagamento da indenização expropriatória faz-se na forma do acordo, ou nos termos do julgado, em sede de execução. Efetuada a avaliação e deferida a imissão na posse, o expropriado poderá se impugnar o valor depositado, contestando a ação. Se tiver razão, essa diferença será paga através dos precatórios.
Às desapropriações aplica-se o Decreto-Lei 3.365, de 21 de junho de 1941, que delibera sobre todas as situações em que pode ocorrer, além das condições para sua aplicação.
O procedimento da desapropriação se dá em duas fases distintas: A fase declaratória e a fase executória, contendo esta ainda uma fase  administrativa e uma judicial. 
O instituto da desapropriação possui sujeitos ativos e passivos em seu procedimento. De acordo com Rubens Limongi França, o sujeito ativo é  “À pessoa a qual é deferido, nos termos da legislação ordinária o direito subjetivo de expropriar. Estas pessoas, como definido no Decreto-Lei 3.365/ 41 são a União, os Municípios, O Distrito Federal e os Territórios. Já o sujeito passivo é o expropriado, que pode ser qualquer pessoa física ou jurídica pública ou privada.

## Decreto Lei 3.365 de 1941
O decreto-lei n. 3365 de 1941  dispõe sobre desapropriações por utilidade pública, modalidade prevista na Constituição Federal. O artigo 15 da Lei de Desapropriações, após as modificações feitas pela Medida Provisória n. 2.183-56 de 2001, transformando o único artigo em três dispositivos, hoje dispõe:
Art. 15. Se o expropriante alegar urgência e depositar quantia arbitrada de conformidade com o art. 685 do Código de Processo Civil, o juiz mandará imití-lo provisoriamente na posse dos bens;
Vale destacar que o artigo 685 referido no caput constava no Código de Processo Civil 1939, vigente na época da promulgação da lei. Hoje a matéria é regulada nos artigos 822 a 828 do Novo Código de 2015.
Dessa forma, o expropriando será citado e terá o prazo de 5 dias, contados da data de juntada do mandado de citação para apresentar contestação do valor oferecido pelo expropriante. Não havendo impugnação, presumir-se-á aceito; se impugnado, o juiz designará audiência de instrução e julgamento se for necessária a produção de provas.
Verifica-se que o caput do dispositivo trata sobre a regulação da imissão provisória postulada após a citação, enquanto as alíneas preveem hipóteses de imissão requeridas antes de citação.
§ 1o A imissão provisória poderá ser feita, independente da citação do réu, mediante o depósito:
a) do preço oferecido, se este for superior a 20 (vinte) vezes o valor locativo, caso o imóvel esteja sujeito ao imposto predial:
b) da quantia correspondente a 20 (vinte) vezes o valor locativo, estando o imóvel sujeito ao imposto predial e sendo menor o preço oferecido;
c) do valor cadastral do imóvel, para fins de lançamento do imposto territorial, urbano ou rural, caso o referido valor tenha sido atualizado no ano fiscal imediatamente anterior;
d) não tendo havido a atualização a que se refere o inciso c, o juiz fixará independente de avaliação, a importância do depósito, tendo em vista a época em que houver sido fixado originalmente o valor cadastral e a valorização ou desvalorização posterior do imóvel.
A constitucionalidade desse instituto foi questionada, ocasião em que o Superior Tribunal de Justiça consolidou entendimento de esse dispositivo é incompatível com a norma constitucional que exige indenização prévia e justa, conforme julgado:
DESAPROPRIAÇÃO – IMISSÃO NA POSSE – IMÓVEL URBANO – Decreto no 3.365/41, art. 15. I - A imissão provisória em imóvel expropriando, somente é possível mediante prévio depósito de valor apurado em avaliação judicial provisória. II - Neste caso, tendo-se consumado a imissão provisória na posse, sem o cumprimento do pressuposto da avaliação judicial prévia, corrige-se a falha, em nome do princípio constitucional da justa indenização, mediante laudo elaborado por perito judicial do juízo, não importando que se realize em época posterior à imissão na posse, já realizada. 
Entretanto, o Supremo Tribunal Federal afastou tal jurisprudência e consagrou o entendimento na Súmula 652: “Não contraria a Constituição o artigo 15, parágrafo 1o, do Decreto-lei 3.365/41 (Lei de Desapropriação por utilidade pública)”, embora haja divergências no entendimento do tema.

O § 2o do dispositivo dispõe sobre o prazo do expropriante requerer a imissão provisória após a alegação de urgência, sendo esse de 120 dias.
§ 2o A alegação de urgência, que não poderá ser renovada, obrigará o expropriante a requerer a imissão provisória dentro do prazo improrrogável de 120 (cento e vinte) dias.
Como se verifica, a imissão só será concedida a alegação de urgência for requerida dentro do prazo estabelecido. Nota-se uma preocupação do legislador com o caráter de “urgência” do instituto, que não tem por obrigatória ou necessária sua comprovação,bastando a alegação.
Quanto ao tema, um ponto pode ser arguido: a possibilidade de apreciação da urgência pelo Poder Judiciário. Em suma, por se tratar de uma questão de mérito, relacionada aos critérios da conveniência e da oportunidade, a alegação de urgência não pode ser objeto de análise pelo Poder Judiciário.
§ 3o Excedido o prazo fixado no parágrafo anterior não será concedida a imissão provisória.
§ 4o A imissão provisória na posse será registrada no registro de imóveis competente.
Caso ocorra a imissão provisória, por determinação judicial, o proprietário do bem possui o direito de levantar até 80% do depósito realizado pelo Poder Público, mesmo que o cidadão discorde do valor ofertado. Os 20% restantes servirá para garantir o juízo e poderá ser levantado, mediante alvará judicial, apenas com a sentença. 
Porém, caso o expropriado levante os 100% do valor depositado pelo Poder Público - ao invés de levantar tão somente os 80% - considera-se que o valor proposto pelo Estado foi aceito e o juiz homologará o acordo por sentença e dessa forma não haverá mais a possibilidade de questionamento do pagamento.
Além disso, destaca-se que após a imissão provisória, o cidadão não poderá gozar do bem, porém fica desobrigado de pagar os tributos, como o Imposto Predial e Territorial Urbano - IPTU.
Se após a Imissão Provisória o Poder Público desistir da desapropriação do bem, fica obrigado a reparar os danos causados no imóvel. Assim entende o STF:
EMENTA, RECURSO EXTRAORDINÁRIO. IMÓVEL TOMBADO PELA UNIÃO. DESAPROPRIAÇÃO DO MESMO BEM PELO MUNICÍPIO. COM IMISSÃO PROVISÓRIA NA POSSE. DESISTÊNCIA DA AÇÃO DE DESAPROPRIAÇÃO. RESPONSABILIDADE PELOS DANOS CAUSADOS. Valendo-se o município da vertente mais larga de proteção do patrimônio cultural - a desapropriação, com imissão provisória na posse - cumpre-lhe o dever de reparar eventuais danos causados no imóvel.

Conforme artigo 162, § 2o do CPC, a decisão que julga a imissão provisória é impugnável por agravo de instrumento, uma vez que tem natureza interlocutória e trata de questão incidente no processo expropriatório.

Analisando os artigos 15-A e 15-B, da Lei de desapropriações:
Art. 15-A No caso de imissão prévia na posse, na desapropriação por necessidade ou utilidade pública e interesse social, inclusive para fins de reforma agrária, havendo divergência entre o preço ofertado em juízo e o valor do bem, fixado na sentença, expressos em termos reais, incidirão juros compensatórios de até seis por cento ao ano sobre o valor da diferença eventualmente apurada, a contar da imissão na posse, vedado o cálculo de juros compostos.
Percebe-se que o dispositivo visa a indenização pelos lucros cessantes da não-utilização do bem, cabendo aplicação juntamente com os juros de mora. A Súmula 56 do STJ entende que eles são devidos mesmo no caso de servidão administrativa, havendo novamente divergências com doutrinadores, como discorda José Carlos Moraes Salles, pois não há, para ele, perda da posse a justificar a compensação.
Quanto “até seis por cento ao ano”, a liminar da ADIn n.° 2332-2  suspendeu a expressão para permitir os juros compensatórios em 12% ao ano. Determinou, ainda, que o cálculo dos juros compensatórios seja feito com base na diferença eventualmente apurada entre 80% do preço ofertado e o valor do bem fixado em sentença, pois os 20% restantes não estavam disponíveis ao expropriado (art. 33). O argumento invocado na decisão liminar foi, basicamente, a possibilidade da redução dos juros compensatórios não atender ao reclamo constitucional de justa indenização.
Ademais, a Corte já havia consolidado o entendimento de que os juros compensatórios deveriam ser de 12%, nos termos da Súmula 618, sendo esse o percentual mais justo
§ 1o Os juros compensatórios destinam-se, apenas, a compensar a perda de renda comprovadamente sofrida pelo proprietário.
§ 2o Não serão devidos juros compensatórios quando o imóvel possuir graus de utilização da terra e de eficiência na exploração iguais a zero.
§ 3o O disposto no caput deste artigo aplica-se também às ações ordinárias de indenização por apossamento administrativo ou desapropriação indireta, bem assim às ações que visem a indenização por restrições decorrentes de atos do Poder Público, em especial aqueles destinados à proteção ambiental, incidindo os juros sobre o valor fixado na sentença.
§ 4o Nas ações referidas no § 3o, não será o Poder Público onerado por juros compensatórios relativos a período anterior à aquisição da propriedade ou posse titulada pelo autor da ação.
Os parágrafos desse dispositivo tiveram sua eficácia suspensa pela ADIN n. 2332-2.
Art. 15-B Nas ações a que se refere o art. 15-A, os juros moratórios destinam-se a recompor a perda decorrente do atraso no efetivo pagamento da indenização fixada na decisão final de mérito, e somente serão devidos à razão de até seis por cento ao ano, a partir de 1o de janeiro do exercício seguinte àquele em que o pagamento deveria ser feito, nos termos do art. 100 da Constituição.
A nova redação com a Medida Provisória em 2001 está em vigor, em que se reduziu os juros de mora de 12% a 6%. O início da fluência também está de acordo com o entendimento do STF sobre os juros de mora, o qual os afasta no período regular de pagamento do precatório.

## No Direito Administrativo
A determinação de que o expropriante imita provisoriamente na posse do bem, seguindo o disposto no artigo 15 do Decreto 3365/41, é um instrumento importante na medida em que a desapropriação visa a consecução da justiça social e do interesse público.
A desapropriação é um procedimento administrativo pelo qual o Poder Público impõe a perda de um bem ao seu proprietário, mediante indenização. Esse ato, nada mais é do que a exteriorização da necessidade pública, da utilidade pública ou do interesse social, fundamentada pelo artigo 5°, inciso XXIV da Constituição Federal de 1988. Assim, é clara a imprescindibilidade desse mecanismo à manutenção do Estado Democrático de Direito.
No que tange ao ramo do Direito Administrativo, o tema da imissão provisória de posse volta-se para a ação de desapropriação por utilidade pública, ou seja, nos casos em que a Administração necessita incorporar o bem particular ao Estado. Essa ação visa a resolução de um problema cuja solução imediata é indispensável ao interesse coletivo e social, objetivando a melhoria da condição de vida, a distribuição da riqueza ou a atenuação das desigualdades sociais.
Para a concretização da imissão provisória na posse, como exposto no decreto n° 3365,  é necessária a alegação de urgência concreta e verídica, assim como o depósito da indenização, preservando os princípios do devido processo legal, da isonomia e da justa e prévia indenização. Para isso, o artigo 15-A especifica os casos em que está presente a utilidade pública, ditando que “na desapropriação por necessidade ou utilidade pública e interesse social, inclusive para fins de reforma agrária, havendo divergência entre o preço ofertado em juízo e o valor do bem, fixado na sentença, expressos em termos reais, incidirão juros compensatórios“.
Logo, nos casos em que os requisitos legais não sejam corretamente preenchidos, cabe ao Poder Judiciário, quando provocado a atuar, declarar a nulidade do ato administrativo ilegalmente praticado de acordo com as diretrizes da Lei nº 9.784 de 1999.
Na desapropriação para reforma agrária, a imissão provisória integra o procedimento normal da desapropriação. De acordo com o artigo 5º, inciso V, da Lei Complementar nº 76/93, na petição inicial, o poder expropriante deverá compor o depósito do valor ofertado para pagamento das benfeitorias úteis e necessárias. Pelo artigo 6º da mesma lei, com a redação dada pela Lei Complementar nº 88/96, o juiz, ao despachar a inicial, de plano ou no prazo de 48 horas, mandará imitir o autor na posse do imóvel e determinará a citação do expropriado para contestar o pedido e indicar assistente técnico, se quiser. Se não houver dúvidas acerca do domínio ou de algum direito real sobre o bem, “poderá o expropriando requerer o levantamento de 80% da indenização depositada, quitando os tributos e publicados os editais, para conhecimento de terceiros, a expensas do expropriante, duas vezes na imprensa local e uma na oficial, decorrido o prazo de 30 dias” (art. 6º, § 1º). 